# Natalis Sulerzyski
Natalis Sulerzyski (ur. 28 września 1801 w Piątkowie k. Kowalewa Pomorskiego, zm. 25 sierpnia 1878 w uzdrowisku Lázně Jeseník) – ziemianin, działacz polskiego ruchu narodowego w zaborze pruskim, poseł na sejm pruski w Berlinie.

## Życiorys
Urodził się 28 września 1801 r. w Piątkowie pod Kowalewem Pomorskim w rodzinie średnioszlacheckiej Wincentego Sulerzyskiego, h. Junosza, i Anny z Mieroszewskich. Od 1811 r. uczęszczał do gimnazjum w Toruniu (który w tym czasie wraz z całą ziemią chełmińską należał do Księstwa Warszawskiego), a od 1820 r. rozpoczął studiować prawo i administrację na Uniwersytecie Lipskim (w 1823 r. przeniósł się na uniwersytet w Heidelbergu). Na studiach poznał wielu przyszłych działaczy narodowych (m.in. J. Moraczewskiego, W. Lipskiego, C. Godebskiego). W 1824 r. wrócił do domu i zaczął gospodarzyć w folwarku Mierzynek w ziemi lubawskiej, skąd w 1827 r. przeniósł się do Karczewa, a po śmierci brata Atanazego (1834) do rodzinnego Piątkowa, który wykupił od rodziny wraz z Dylewem i Zegartowicami. W latach 1850–52 wzniósł w Piątkowie okazały neogotycki pałac według projektu Aleksandra Galle (zachowany do dzisiaj). Dzięki kolejnym inwestycjom był na przełomie lat 50. i 60. XIX w. jednym z najbardziej zamożnych właścicieli w ziemi chełmińskiej (posiadał w sumie 7 majątków i ok. 20 tys. morgów ziemi). 
W 1833 r. zaangażował się w pomoc dla Artura Zawiszy w ramach tzw. partyzantki Zaliwskiego, za co został skazany na rok więzienia, lecz objęła go amnestia. Później utrzymywał kontakty z emisariuszami Towarzystwa Demokratycznego Polskiego, dlatego w 1846 r. został ponownie aresztowany przez władze pruskie i osadzony na dwa miesiące w twierdzy grudziądzkiej. Pobyt w więzieniu doprowadził do zradykalizowania jego poglądów, co pogorszyło jego stosunki z sąsiadami Niemcami, a nawet z bardziej ugodowo nastawionymi Polakami. Od 1847 r. był zwolennikiem Ludwika Mierosławskiego. 
W 1847 r. wybrano go na posła do sejmu Związku Niemieckiego, jednak został zawieszony przez władze i do Berlina nie pojechał. W okresie Wiosny Ludów w 1848 r. zaangażował się w tworzenie Tymczasowego Komitetu Narodowego Prus Polskich w Chełmnie, lecz wkrótce został aresztowany i ponownie osadzony na osiem miesięcy w twierdzy grudziądzkiej. Od 1849 r. był posłem na sejm berliński. W 1861 r. wspólnie z Ignacym Łyskowskim założył w Brodnicy Towarzystwo Agronomiczne, pierwsze tego rodzaju zrzeszenie w Prusach Zachodnich, którego został prezesem. Organizował również tzw. bale polskie w Grudziądzu i Wąbrzeźnie, które były okazją do integracji narodowej polskiego ziemiaństwa. 
Był przeciwny podejmowaniu walki zbrojnej z zaborcami, kiedy jednak w 1863 r. wybuchło powstanie styczniowe czynnie zaangażował się w niesienie różnorodniej pomocy dla powstańców, za co 4 czerwca 1863 r. został po raz trzeci aresztowany i wywieziony do Torunia, potem do Poznania i Berlina (chociaż w tym samym czasie ponownie wybrano go na posła!). 24 grudnia 1864 r., po procesie wytoczonym 149 Polakom z zaboru pruskiego wspomagającym powstanie, skazano go na półtora roku pozbawienia wolności. Żeby nie trafić do więzienia, zdecydował się na emigrację do Krakowa (1865), gdzie dalej uczestniczył w ruchu narodowym. Tam również spisał i opublikował swoje pamiętniki.  
Według ks. W. Chotkowskiego (zob. niżej) „znany był krakowianom ten sędziwy starzec, którego wyniosłe a jasne czoło koroną czci siwy włos otaczał, a twarz jego była typem tak charakterystycznym i wybitnym, że posłużył za wzór naszemu wielkiemu malarzowi Matejce i pomieścił go w obrazie swoim sejmowym pomiędzy tymi, co ani groźbą się ustraszyć, ani pieniędzmi wrogów przekupić się nie dali i przeciwko zbrodni, jaka się dokonywała na owym sejmie, gdzie śmierć ojczyzny naszym posłom podpisać kazano, głośno a uroczyście protestowali, świadcząc się przed Bogiem i ludźmi, że nie z woli i z winy Polaków Polska Polską być przestała". Chodzi tu zapewne o obraz Jana Matejki „Rejtan", namalowany w 1866 r., a ponieważ Sulerzyski mieszkał wówczas na ul. Floriańskiej w Krakowie, niedaleko od domu malarza, więc jest możliwe, że Matejko rzeczywiście nadał jego rysy jednemu z posłów znajdujących się w centralnej części obrazu, na drugim planie, sprzeciwiających się wraz z Tadeuszem Reytanem skonfederowaniu sejmu rozbiorowego (1773).  
Sulerzyski zmarł 24 sierpnia 1878 r. podczas kuracji w uzdrowisku Lázně Jeseník na terenie dzisiejszych Czech. Pochowany został 3 września tego samego roku przy kościele w Pluskowęsach, obok swoich dwóch małżonek. Na pogrzebie obszerną mowę wychwalającą zasługi zmarłego dla polskiego ruchu narodowego, wydaną następnie drukiem, wygłosił ks. Władysław Chotkowski (1843–1926).  

## Rodzina
Był dwukrotnie żonaty. W 1836 r. ożenił się z Izabellą z Czapskich (1815–1837), która zmarła wkrótce po urodzeniu córki. W 1840 r. ożenił się z Leonardą z Wybickich (1821–1860), córką landrata brodnickiego, z którą miał sześcioro dzieci, w tym syna Wacława (1844–1903) i córkę Helenę, zamężną od 1865 r. z Michałem Wybickim.